# Marcel Arntz
Marcellus Wilhelmus (Marcel) Arntz (Lobith, 18 november 1965) is een voormalige Nederlandse wielrenner. Hij was actief op de weg, in het veldrijden en het mountainbiken. In die laatste discipline was hij drievoudig Nederlands kampioen. Hij was prof van 1987 tot en met 1997. 
Arntz begon als wegwielrenner maar stapte later over op mountainbiken; in die discipline behoorde hij enige tijd tot de wereldtop. Arntz nam in 1996 deel aan de olympische mountainbikerace, die in Atlanta voor het eerst op het olympisch programma stond. Hij stapte voortijdig af in die wedstrijd, die werd gewonnen door zijn landgenoot Bart Brentjens.

## Belangrijkste overwinningen
1986
- Nederlands kampioen militairen

1987
- GP Albacete

1989
- 15e etappe Herald Sun Tour
- Eindklassement Herald Sun Tour

1992
- Ronde van Groningen
- Nederlands kampioen MTB

1993
- Nederlands kampioen MTB

1994
- Nederlands kampioen MTB

## Resultaten in voornaamste wedstrijden
| Jaar | Ronde van Italië | Ronde van Frankrijk | Ronde van Spanje |
| ---- | ---------------- | ------------------- | ---------------- |
| 1987 |                  |                     |                  |
| 1988 |                  |                     |                  |
| 1989 | 113e             |                     | 127e             |
| 1990 |                  |                     | opgave           |
| 1991 |                  |                     | 85e              |

| Jaar | Milaan-San Remo | Gent-Wevelgem | Ronde van Vlaanderen | Parijs-Roubaix | Amstel Gold Race | Parijs-Tours |
| ---- | --------------- | ------------- | -------------------- | -------------- | ---------------- | ------------ |
| 1987 |                 | 99e           | 81e                  |                |                  | 87e          |
| 1988 | 65e             | 26e           |                      |                | 38e              |              |
| 1989 |                 | 41e           | 65e                  |                |                  | 25e          |
| 1990 |                 |               |                      | 57e            | 79e              |              |
| 1991 |                 | 125e          |                      | 102e           | 26e              | 14e          |

## Ploegen
- 1987 - Caja Rural-Seat
- 1988 - Caja Rural-Orbea
- 1989 - Caja Rural-Paternina
- 1990 - Stuttgart
- 1991 - Telekom
- 1993 - Giant
- 1994 - Giant
- 1995 - Giant
- 1996 - Giant-AGU Sport
- 1997 - ProFlex-Mastercard International MTB Team

Wielerploegen van Marcel Arntz
Arntz ·
H. Bölts ·
U. Bölts ·
Dörich ·
Eickelbeck ·
Görgen ·
Gröne ·
Holzmann · 
Hopmans ·
Kaiser ·
Moorman ·
Nepp ·
Nijboer ·
Peeters ·
Schleicher · 
Wijnands · 
Woods ·
Wüller
Arntz ·
H. Bölts ·
U. Bölts ·
Dörich ·
Eickelbeck ·
Freuler ·
Gänsler ·
Gröne ·
Hess ·
Holzmann · 
Hübner ·
Kaiser ·
Matwew ·
Nijboer ·
Schleicher · 
Veldscholten ·
Wijnands · 
Wolf ·
Woods ·
Wüller · 
Kemna (stagiair) · 
Koerts (stagiair)